# Kaliwerk Vienenburg
Das Kaliwerk Vienenburg war ein Bergwerk auf Kalisalze mit angeschlossener Düngemittelfabrik nahe Vienenburg im niedersächsischen Harzvorland. Infolge eines plötzlichen, starken Laugeneinbruchs am 8. Mai 1930, der die gesamte Grube innerhalb weniger Tage vollkommen überflutete, mussten Förderung und Produktion eingestellt werden.

## Geologie

### Die Entstehung des Vienenburger Salzstocks
Der Salzstock von Vienenburg ist eine von etwa 200 bekannten Lagerstätten dieser Art in Norddeutschland und Teil der Salinarstrukturen des subherzynen Beckens, das sich vom nördlichen Harzrand bis zum Flechtinger Höhenzug erstreckt. Die Salzschichten, aus denen der Salzstock von Vienenburg entstand, bildeten sich zur Zeit des Zechsteins vor rund 260 Millionen Jahren, als Meerwasser in einem flachen Meeresbecken verdunstete (siehe → Zechsteinmeer). Später wurden die Salzschichten durch weitere Ablagerungen überdeckt, so dass sie heute vielerorts in einer Teufe von circa 3000 m oder tiefer liegen. Schon vor etlichen Millionen Jahren begann sich jedoch das Salz im Untergrund in bestimmten Bereichen zu sammeln und von dort in Richtung der Erdoberfläche aufzusteigen – ein Vorgang, der als Halokinese bezeichnet wird. Ein solcher Bereich befindet sich heute nördlich von Vienenburg, wo das Salz die Hangendschichten des Buntsandsteins durchstoßen, nach oben gedrückt und als einen Schmalsattel steil aufgerichtet hat. Dadurch bildete sich der Höhenzug des Harly-Waldes.

### Geographische Lage und Ausdehnung
Der Salzspiegel des Salzstockes Vienenburg, also die obere Begrenzung, liegt in einer Teufe von etwa 200 Metern. Der Salzstock hat eine Ausdehnung von 5200 Metern und streicht von West-Nord-West nach Ost-Süd-Ost, dieses entspricht dem herzynischen Schichtenverlauf der nördlichen Harz-Rand-Störung. Die westliche Begrenzung liegt in etwa bei der Bundesstraße 82 zwischen Weddingen und Beuchte, die östliche beim sogenannten Weißen Ross an der Landstraße von Vienenburg nach Lüttgenrode.
Die Kalilager fallen senkrecht ein und liegen am nördlichen Rand des Salzstockes in unmittelbarer Nähe des Buntsandsteins. In der Umgebung des späteren Schachtes I befand sich nur das ältere Kalilager Flöz Staßfurt mit einer Mächtigkeit von 16 Metern. Weiter westlich im Bereich des Schachtes II entdeckte man darüber hinaus ein jüngeres Lager, welches später als Flöz Ronnenberg bezeichnet wurde. Es war zwischen 15 und 36 Metern mächtig. Aufgrund dieses Kaliflözes zählte das spätere Kaliwerk zum Nordhannoverschen Kali-Bezirk, obwohl die Lagerstätte geologisch in der Magdeburg-Halberstädter Mulde liegt.

### Mineralogie
Die Masse des Salzstocks besteht aus Steinsalz. Im Staßfurtlager wird das Kalisalz von mit Kieserit vermischtem Carnallit gebildet. Die Kaliumchlorid-Gehalte liegen zwischen 14,5 und 17 %. Das Ronnenberglager besteht aus Carnallit mit 18 bis 22 % KCl und höherwertigen Sylvinit mit 20 bis 50, durchschnittlich 35 % KCl.

## Geschichte und Technik

### Aufschlussgeschichte
Anfang der 1880er-Jahre wurde der Salzstock von Vienenburg durch mehrere Bohrgesellschaften untersucht. Während die Bohrungen der Gewerkschaften Ottoshall und Neu-Vienenburg nur Steinsalz nachwiesen, fand die Bohrung der späteren Gewerkschaft Hercynia 1883 in 310 Metern Teufe ein Kalivorkommen. Dies bedeutete den ersten Nachweis von Kalisalzen außerhalb des Kernreviers von Staßfurt in Anhalt und zugleich den ersten Fund im Königreich Hannover.
Es bildete sich ein Konsortium unterschiedlicher privater Investoren und Banken aus Hamburg, Berlin und dem Rheinland unter der Leitung des Bergwerksdirektors Wilhelm Castendyck. Das Interesse an der Kalilagerstätte und die Erwartung an hohe erzielbare Gewinne waren damals außerordentlich groß. Mit dem Grundeigentümer, der Klosterkammer Hannover, wurde ein Vertrag über die Abbaurechte geschlossen. Es wurde ein Förderzins von zwei Pfennig pro Zentner Kalisalz vereinbart. Darüber hinaus sprach man der Klosterkammer 8 % vom Reinerlös zu. Die Berechtsame der Gewerkschaft Hercynia umfassten insgesamt 15,7 km². Im Westen grenzten sie an die Grubenfelder der Gewerkschaft Salzdetfurth, im Osten und Süden an die der Kalibohrgesellschaften Neu-Vienenburg und Vienenburg-Wiedelah.

### Kalibergwerk Hercynia

Schacht I um 1900, im Vordergrund das noch erhaltene Verwaltungsgebäude

Untertägige Streckenförderung mit Pferden um 1900

Bereits 1884 wurden mit dem Abteufen des ersten Schachtes begonnen, der zunächst nach dem geldgebenden Bankhaus Neubauer benannt wurde. Bei den Teufarbeiten traten in einer Teufe von 230 Metern geringe Laugenzuflüsse auf. Während des Schachtbaus wurden parallel die notwendigen Betriebsgebäude wie Kessel- und Maschinenhaus, Rohsalzmühle, Werkstätten sowie Verwaltungs- und Sozialbauten errichtet. Das Zechengelände am südöstlichen Waldrand des Harly wurde durch eine Anschlussbahn mit der Reichsbahnstrecke Vienenburg–Grauhof–Langelsheim verbunden. Zur Verarbeitung des Carnallitits entstand in Langelsheim eine Fabrik für Düngemittel und weitere Produkte wie Brom. Bereits 1886 wurde das erste Kalisalz aus dem 450 Meter tiefen Neubauerschacht gefördert.
Als der Abbau Anfang der 1890er-Jahre nach Westen vorrückte, wurde ein zweites Kalilager mit noch höheren Kaliumchloridgehalten gefunden. Diese Salzformation wurde später auch auf weiteren Salzstöcken in Niedersachsen entdeckt und erhielt seinen Namen nach den Alkaliwerken Ronnenberg AG. Zum Aufschluss des neuen Flözes und wegen der bergpolizeilichen Forderung nach einem zweiten fahrbaren Tagesausgang wurde von 1894 bis 1897 etwa 1500 Meter westlich der Schacht II bis zu einer Teufe von 453 Metern niedergebracht. Der Schacht wurde als Hauptförderschacht ausgelegt und bereits kurz nach seiner Fertigstellung auf 600 Meter weitergeteuft. Auf insgesamt sechs Tiefbausohlen wurde er mit Schacht I verbunden. Auf dem Zechengelände von Schacht II, im Wald oberhalb des Klosters Wöltingerode und nahe der Bahntrasse nach Grauhof, wurden umfangreiche Tagesanlagen und eine Fabrik für die verfahrenstechnische Aufbereitung von Sylvinit gebaut. Die Errichtung des Kaliwerks Hercynia kostete bis zur Fertigstellung von Schacht II den damals hohen Betrag von 5,5 Millionen Mark. Die Ausstattung umfasste die seinerzeit modernste verfügbare Technik. Ab 1894 übernahm der Chemiker Wilhelm Feit die Leitung der Betriebe in Vienenburg und Langelsheim.
Das Salz wurde im Firstenkammerbauverfahren abgebaut. Die Kammern wurden in Bohr- und Schießarbeit auf eine Länge von 40 Metern, eine Breite von 16 Metern und eine vorläufige Höhe von 2,2 Metern aufgefahren. Durch das Hereinschießen der Firste in drei Sätzen von 2,5 Metern wurde die Höhe auf zehn Meter erhöht. In Unkenntnis der damit verbundenen Gefahren wurden die Abbaue in den ersten Jahren bis in die Auslaugungszone an der Grenze des Salzstockes zum Nebengestein herangeführt. Das losgeschossene Haufwerk wurde von Hand in 0,6 Tonnen fassende Förderwagen geladen. Diese wurden in Zügen zu zehn Wagen mit Grubenpferden über die Hauptförderstrecken zu den Tagesschächten gezogen. Bereits 1904 übernahmen elektrische Fahrdrahtlokomotiven die Förderung.
Die zu Tage geförderten Rohsalze wurden gemahlen und in den Fabriken nach dem Heißlöseverfahren aufbereitet. Dabei machte man sich zur Trennung der Salze voneinander deren unterschiedliche Löslichkeit bei verschiedenen Temperaturen zunutze. Der Rückstand aus der Fabrik bestand hauptsächlich aus Steinsalz und wurde als Versatz wieder in die Grube gebracht. In Vienenburg entstand deshalb keine der charakteristischen Rückstandshalden wie bei den meisten anderen Werken.
Das Kaliwerk Hercynia arbeitete mit großem Gewinn. Im Jahr 1896 wurde nach einer Rohsalzförderung von 148.043 Tonnen pro Kux 15.700 Mark Ausbeute gezahlt. Nach der Errichtung des Kaliwerkes wuchs die Einwohnerzahl in Vienenburg von 6.276 im Jahr 1885 auf 9.418 im Jahr 1905 an. Das Bergwerk zog einen sprunghaften Anstieg der Anzahl weiterer Gewerbebetriebe und Geschäfte nach sich.

### Die Übernahme durch den Preußischen Staat nach 1906

Chlorkaliumfabrik auf Schacht II um 1900

Herstellung von Düngemitteln in der Chlorkaliumfabrik um 1900

Durch den Kaliboom zu Beginn des 20. Jahrhunderts waren in Deutschland vielerorts zahlreiche Kalibergwerke errichtet worden. Der preußische Staat sah sich deshalb in seiner Einflussnahme auf diesen florierenden Wirtschaftszweig durch die überwiegend privaten Gruben bedroht. Deshalb wurde im preußischen Landtag ein Beschluss zur Übernahme des leistungsstarken Kaliwerkes Hercynia in Vienenburg gefasst. Nach Verhandlungen durch den Berghauptmann Max Fürst zu Halle mit dem Vorstand der Gewerkschaft Hercynia wurde das Kaliwerk mit allen Rechten und Liegenschaften durch Preußen für eine Rekordsumme von 30,95 Millionen Mark erworben. Der hohe Kaufpreis wurde im Parlament dadurch gerechtfertigt, dass man hohe Vorräte hochwertiger Salze in Vienenburg annahm. Zum Zeitpunkt der Übernahme rechnete man mit insgesamt 112 Millionen Tonnen Kali. Es wurde eine Königliche Berginspektion in Vienenburg eingerichtet und das Werk unter dem Namen Kaliwerk Vienenburg weiterbetrieben.
Mit Ausbruch des Ersten Weltkrieges fiel die Förderung von 227.000 Tonnen im Jahr 1913 auf 121.000 Tonnen im Jahr 1914. Nach dem Ende des Krieges zog die Nachfrage nach Kaliprodukten schnell wieder an. Dieses wurde auch durch die gesetzliche Förderung der freiwilligen Stilllegung von Kaliwerken zur Regulierung der Kaliproduktion im sogenannten Deutschen Kalisyndikat begünstigt. Im Kaliwerk Vienenburg wurde 1920 die 675-m-Sohle als siebte Bausohle aufgefahren. Gleichzeitig erfolgte ein Umbau beider Schachtanlagen auf elektrische Turmförderanlagen. Zuvor waren Flurförder-Dampfmaschinen in Betrieb gewesen. Die Konstruktion der neuen Fördertürme in Stahl-Fachwerkbauweise entsprach dem ebenfalls in den 1920er-Jahren errichteten und noch heute existierenden Förderturm des Kaiserin-Augusta-Schachtes in Lugau.
Die Zeit nach Gründung der Preußischen Bergwerks- und Hütten-Aktiengesellschaft im Jahr 1923 war geprägt vom weiteren Ausbau des Kaliwerkes und von Rationalisierungsmaßnahmen. Die Abbaubetriebe wurden zentralisiert und zur Zwischenförderung Schüttelrutschen sowie Rolllöcher eingeführt. Die Fabrikrückstände wurden mit gesättigter Lauge über Leitungen von über Tage als Spülversatz in die leeren Abbaukammern eingebracht. Der Fabrikbetrieb in Langelsheim wurde geschlossen und bei gleichzeitiger Modernisierung der Anlagen in Vienenburg zusammengefasst.
Trotz eines Abteufverbotes für Kalischächte vom 8. Juni 1916 als Regulativ für die Absatzverhältnisse auf dem Kalimarkt erhielt die Preussag eine Genehmigung für einen dritten Schacht. Schacht III, auch Röhrigschacht genannt (nach Arnold Röhrig, * 30. Dezember 1875, † 22. Oktober 1949, Generaldirektor der Preussag von 1923 bis 1934), wurde von 1925 bis 1928 in 2300 Meter westlicher Entfernung von Schacht II niedergebracht. Er erhielt eine untertägige Verbindung mit Schacht II auf der zweiten und dritten Bausohle und war 623 Meter tief. Der Bau war notwendig geworden, da sich der Abbau immer weiter nach Nordwesten verlagerte. Seit 1926 ging kein Abbau mehr im Bereich von Schacht I um.

### Das Grubenunglück vom 8. Mai 1930

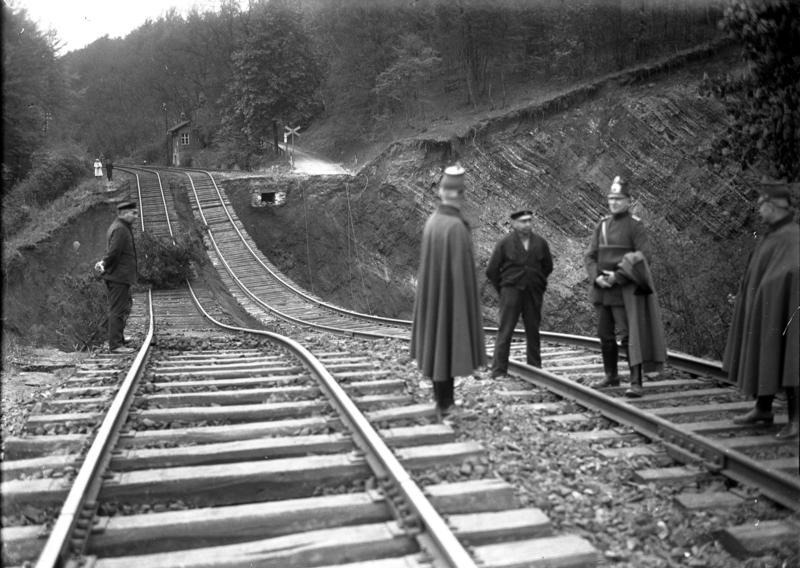
Einbruchkrater Mai 1930

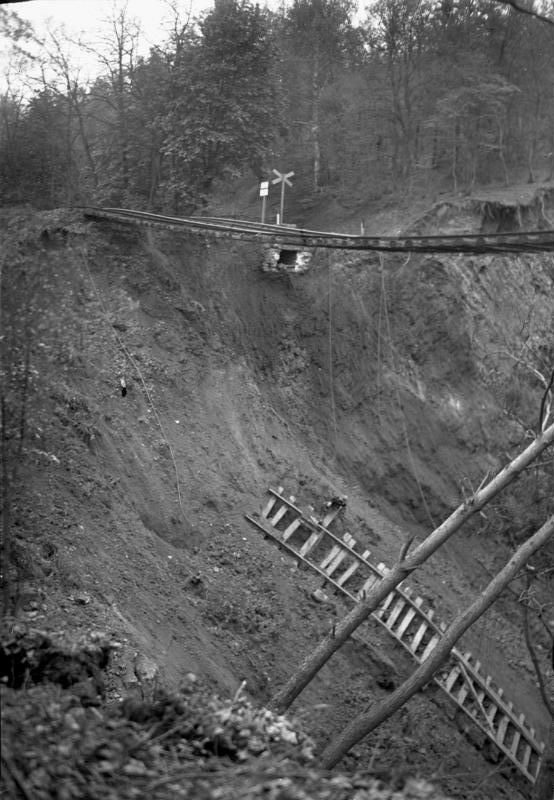
Einbruchkrater im Mai 1930

Im Jahr 1926 traten in 230 und 318 Meter Teufe bei Schacht I im Alten Mann Wasserzuflüsse auf. Hier war das Kaliflöz nur durch eine wenige Meter mächtige Steinsalzschicht vom hangenden Buntsandstein getrennt. Bei Untersuchungen wurde dieser stets trocken angetroffen und die Ursache der Zuflüsse konnte nicht geklärt werden. Die Preussag hielt daher zwar einen Wassereinbruch für möglich, jedoch für innerhalb der nächsten zwei Jahrzehnte nicht wahrscheinlich.
Bei der Erkundung einer Schlotte am Rand der Lagerstätte brach am 8. Mai 1930 in der Frühschicht plötzlich das Gebirge zwischen dem Hohlraum und dem Gipshut des Salzstockes herein. Dabei strömten so große Wassermassen in die Grube, dass jegliche Abdämmungsarbeiten scheiterten und die gesamte Belegschaft das Bergwerk fluchtartig über Schacht III verlassen musste.
Innerhalb eines Tages bildete sich über der Einbruchstelle ein Krater von 100 Metern Durchmesser, 30 Metern Tiefe und einem Volumen von 450.000 m³. Dabei stürzte der Bahnkörper der Eisenbahnstrecke nach Langelsheim in die Tiefe und die Gleise hingen in der Luft. Der Zugverkehr wurde in der Folge mehrere Wochen unterbrochen und musste umgeleitet werden. In den Tagen nach dem Unglück traten noch 17 weitere Erdfälle im Südosten Vienenburgs bis hin zum Weißen Ross auf. Unter anderem wurden der Vienenburger Güterbahnhof und die Zuckerfabrik erheblich beschädigt. Sämtliche Vienenburger Brunnen versiegten für einige Tage.
Am 4. Juni 1930 stand Schacht I bis 30 Meter unter der Rasenhängebank voll Wasser. Alle Bemühungen, wenigstens Schacht III zu retten, waren erfolglos. Bis Dezember 1930 half ein Teil der Beschäftigten noch bei Aufräumungs- und Verfüllarbeiten mit. Anschließend wurde das Kaliwerk liquidiert und die Tagesanlagen auf Abbruch verkauft.
1960 kam es noch einmal zu einem Tagesbruch im Flussbett der Oker in der Nähe des Vienenburger Sees. Ende der 1980er-Jahre wurden Wohnhäuser auf dem Gelände des ehemaligen Schachtes II geräumt, weil Gutachter weitere Bergschäden befürchteten.

### Überlegungen zur Wiederinbetriebnahme
Nach Ende des Zweiten Weltkrieges wuchs der Bedarf an Kalisalzen auf dem Weltmarkt stetig. 60 % der deutschen Kaliwerke lagen auf dem Gebiet der neugegründeten Deutschen Demokratischen Republik (→ Kombinat Kali). Die Preussag verlor auf diese Weise ihre Werke Staßfurt und Bleicherode und besaß nur noch das Werk Buggingen. Daher entstanden 1950 Überlegungen zur Wiederinbetriebnahme stillgelegter Kaligruben, so auch des Kaliwerkes Vienenburg.
Für eine Wiederaufnahme des Bergbaus musste die Lagerstätte für die Betrachtung der Wirtschaftlichkeit neu bewertet werden. In Frage kamen nur die Bereiche der Kalilager westlich und unterhalb der ersoffenen Grubenbaue. Dazu wurden nach entsprechenden Vorarbeiten in den Jahren 1952 bis 1954 insgesamt drei Bohrungen niedergebracht: Die Bohrung K1 lag zwischen den Schächten II und III und war 1209 Meter tief. Hier wurden Kalisalze in der bekannten Qualität nachgewiesen. Mit der Bohrung K2 an der Straße von Weddingen nach Beuchte wurden keine Kalisalze und mit der 865 Meter tiefen Bohrung K3 ein nur einen Meter mächtiges Carnallit-Flöz gefunden. Unter der Maßgabe einer Jahresförderung von 1.000.000 Tonnen hätten die erbohrten Vorräte einen aufwendigen und kostspieligen Bau mindestens zweier neuer Schachtanlagen nicht gerechtfertigt. Nicht zuletzt hätten die überfluteten alten Strecken eine ständige Gefahr bedeutet. Damit ging die Euphorie und Hoffnung der Vienenburger Bevölkerung auf neue Arbeitsplätze im Bergbau in der strukturgeschwächten Zonenrandregion verloren.

## Heutiger Zustand
Heute (2010) sind die ehemaligen Zechenplätze der beiden Schachtanlagen I und II als eingeebnete Gelände am Waldrand des Harly deutlich aus der Ferne erkennbar und werden als Wohnsiedlungen nachgenutzt. Es blieben einige wenige Gebäude erhalten, die aber nicht eindeutig als ehemalige Betriebsgebäude eines Bergwerks zu erkennen sind.
Schacht I lag an der gleichnamigen Straße nordöstlich vom Erholungsgebiet Vienenburger See. Nach einer scharfen Rechtskurve führt die Straße auf das längliche Bergwerksgelände in einer nordwest-südöstlichen Ausrichtung. Am markantesten ist das ehemalige Verwaltungsgebäude im Süden. Ihm gegenüber auf der anderen Straßenseite liegt das markantere abgedeckte Schachtmundloch. Im Osten existieren noch zwei Werkstattgebäude. Etwas oberhalb des Zechenplatzes im Wald befindet sich die ehemalige Direktorenvilla.
In den Einbruchskrater von 1930 baute die Firma Gläser eine Fabrik für Motorradverkleidungen.
Schacht II lag nordöstlich des Klostergutes Wöltingerode. Auf dem weitläufigen Gelände der Förderanlage und der Chlorkaliumfabrik stehen heute verstreut nur noch einige wenige kleinere Gebäude, unter anderem das ehemalige Labor. Der abgedeckte Schacht ist zwar noch zu sehen, ist aber zwischen dem Bewuchs schwierig aufzufinden.
Von Schacht III sind außer dem verfüllten Schacht und dem Bahndamm der Anschlussbahn keine Überreste erhalten.
In Vienenburg selbst befand sich die ehemalige Arbeitersiedlung der Bergleute im heutigen Wohngebiet zwischen Goslarer Straße (Hauptstraße), Schachtweg, Rabeckbreite und Breslauer Straße.

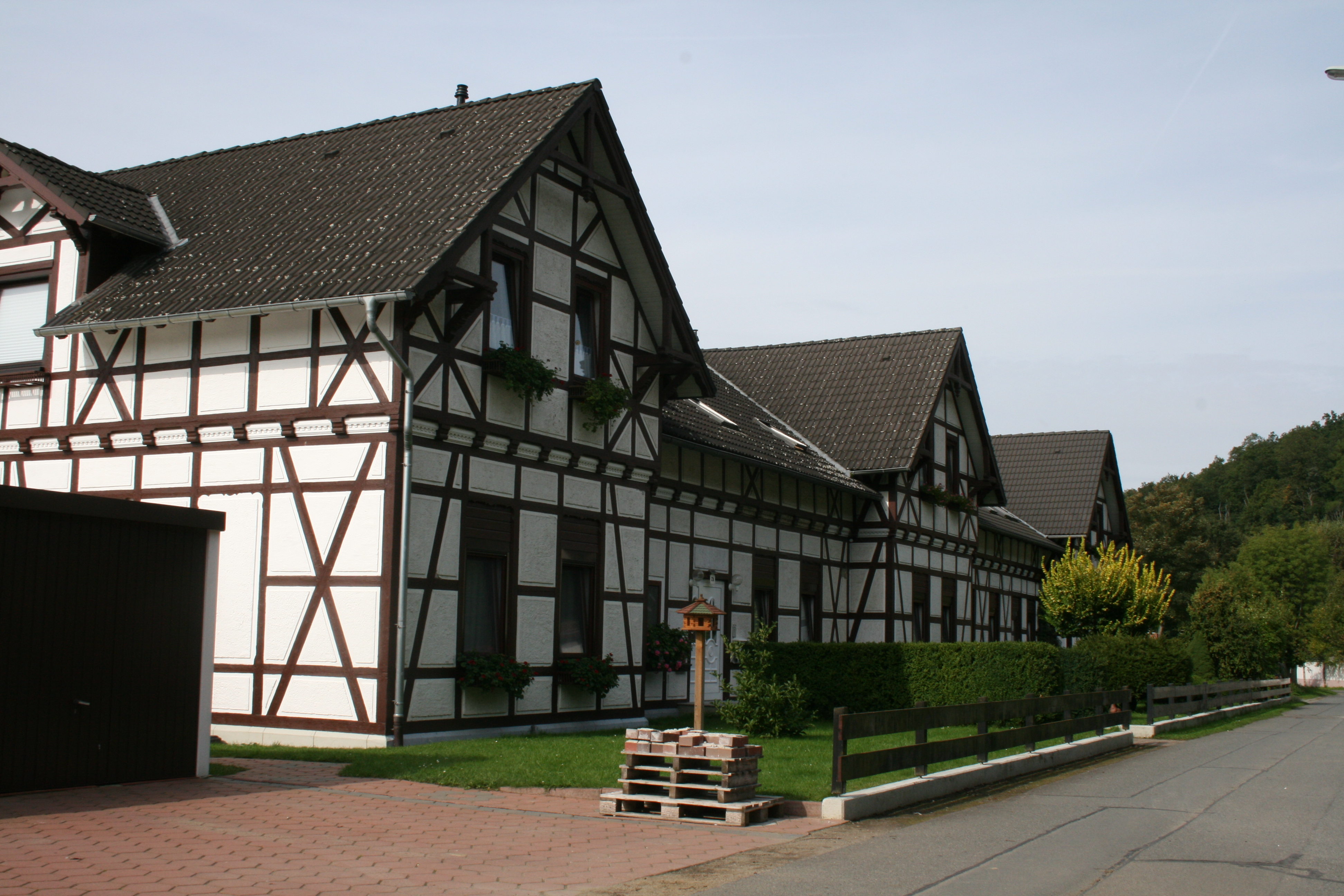
Ehemaliges Verwaltungsgebäude auf Schacht I (heute Wohnhaus)
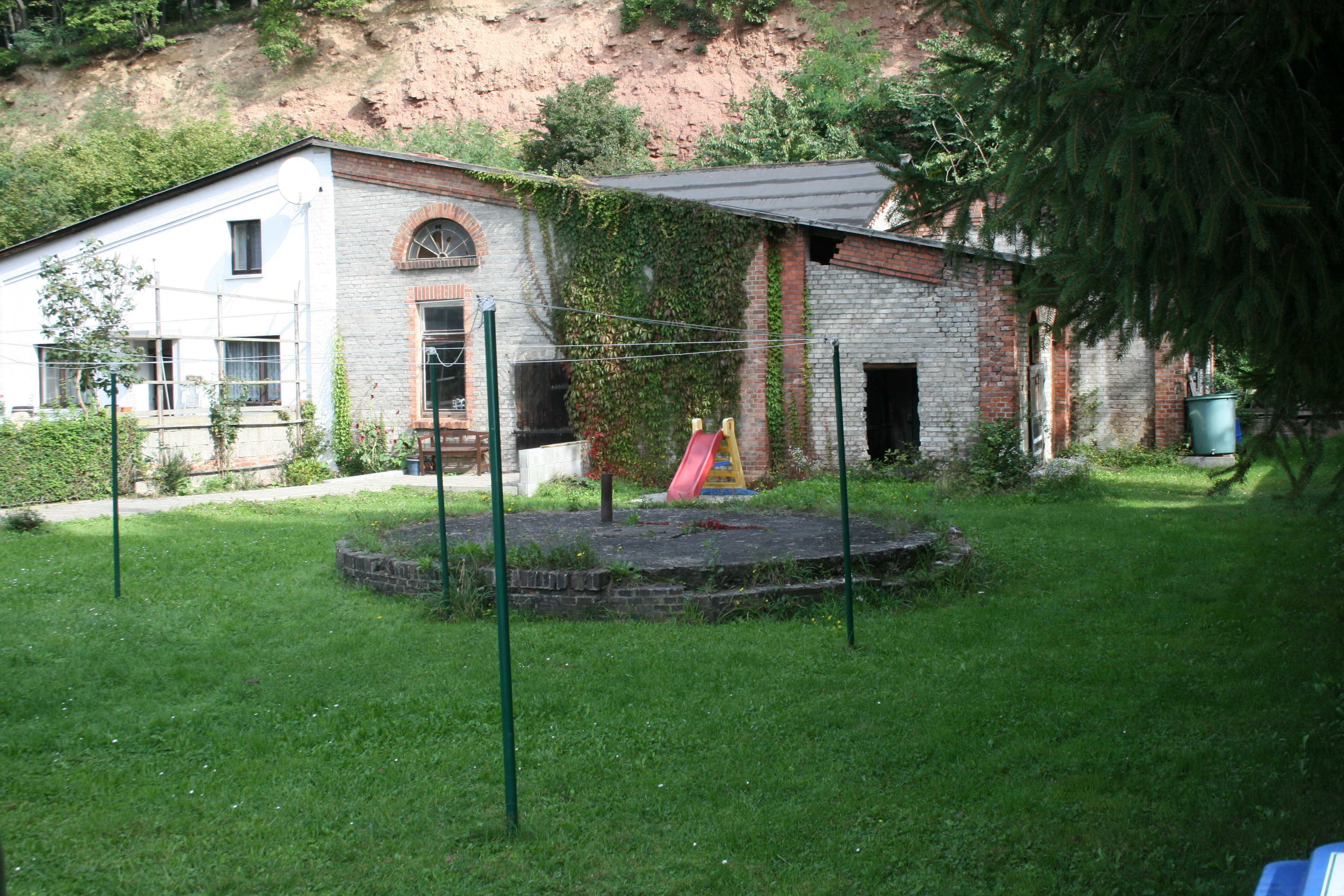
Abgedeckter Schacht I auf einem Privatgrundstück, im Hintergrund die ehemalige elektrische Zentrale
Abgedeckter Schacht II bei Wöltingerode
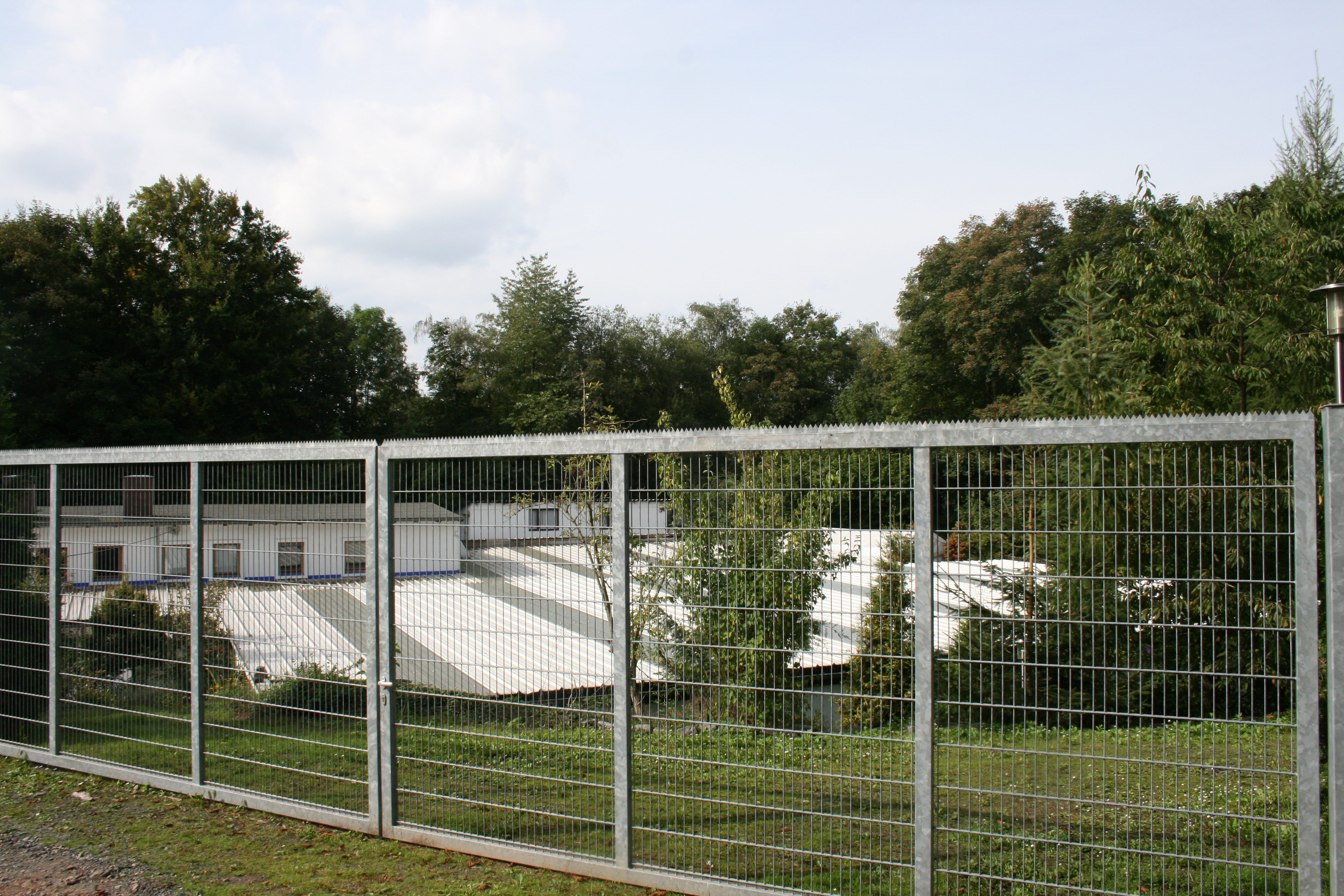
Produktionsgebäude der Firma Gläser im Einbruchskrater von 1930
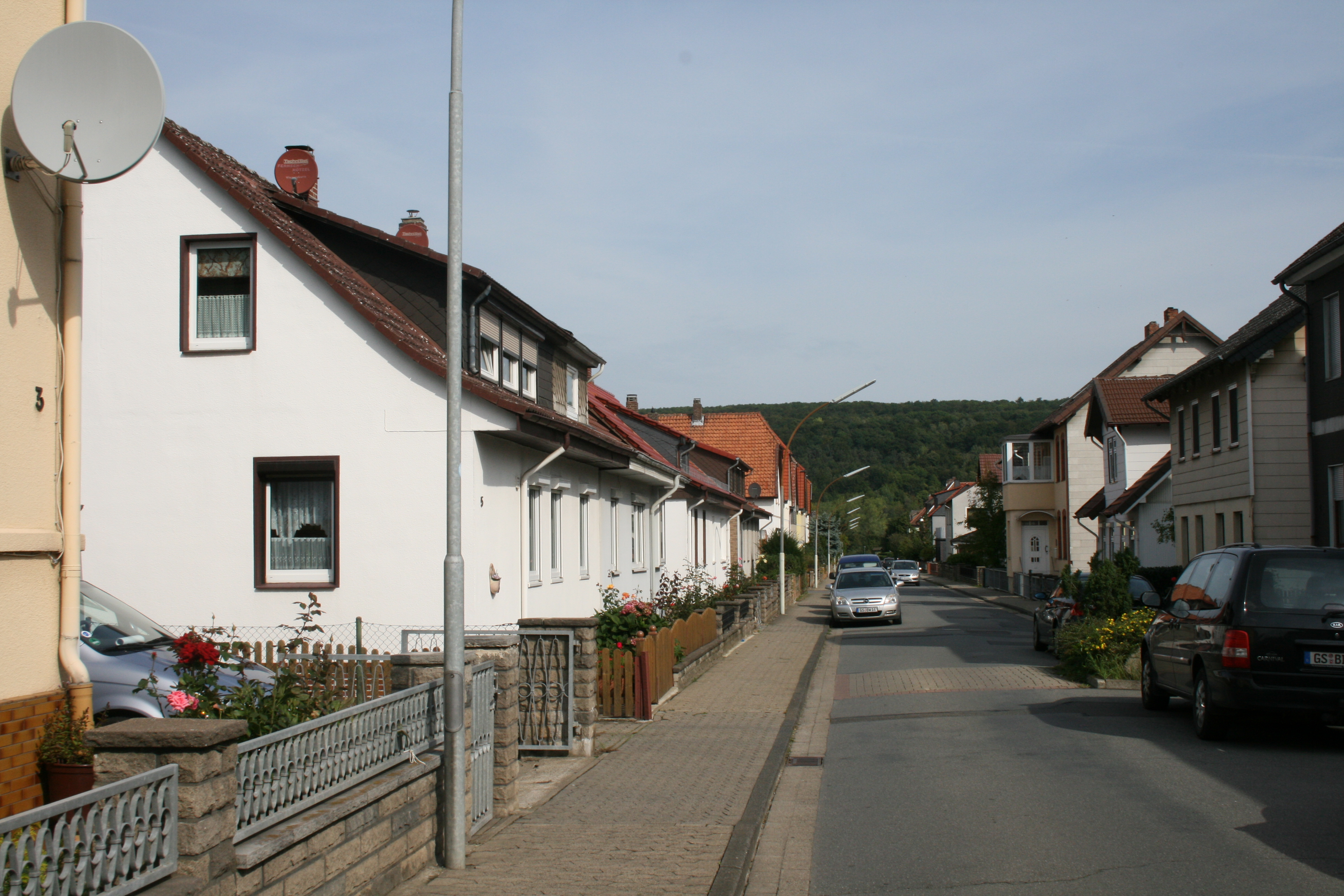
Ehemalige Wohnkolonie der Bergleute Schachtweg
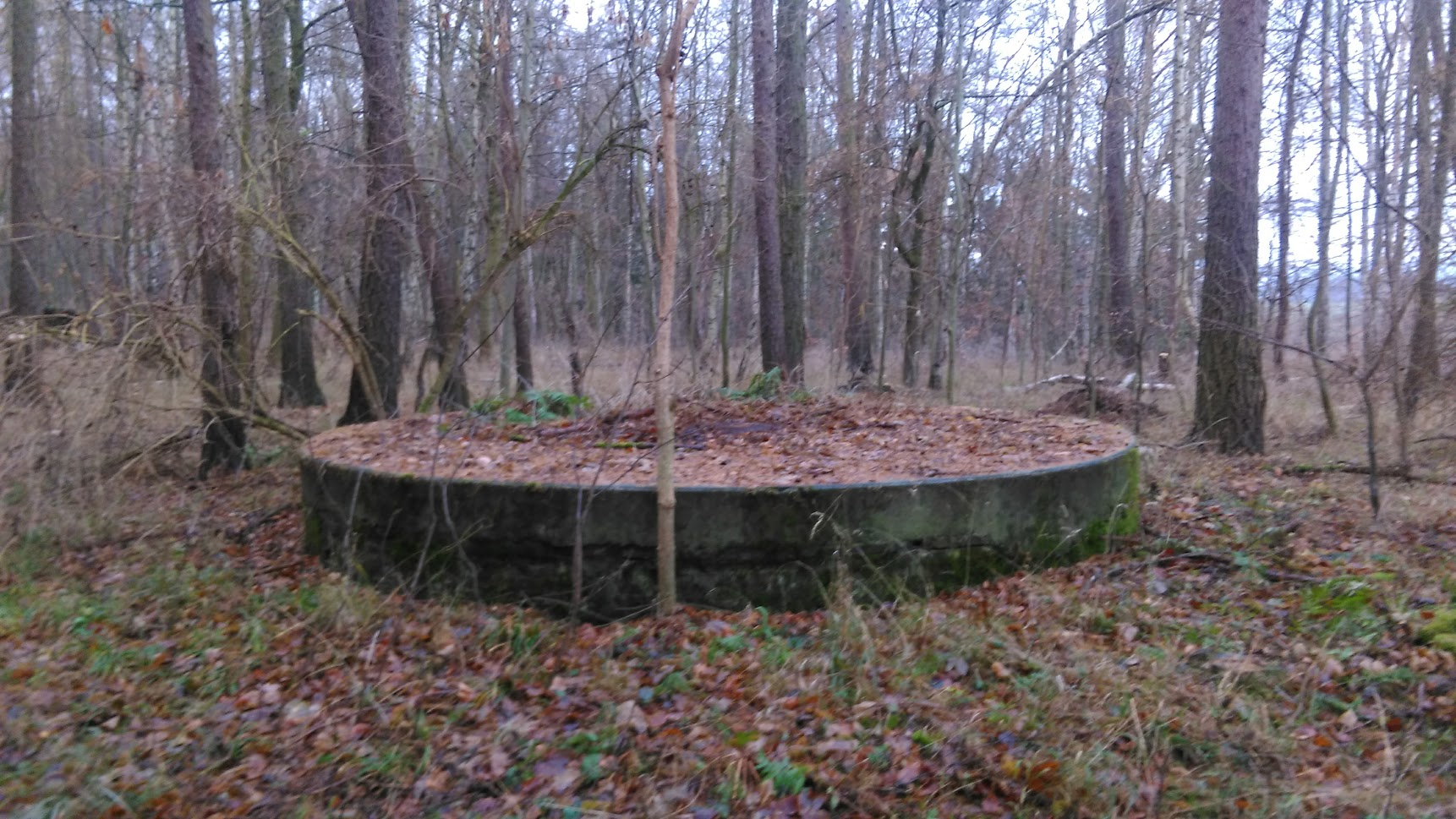
Abgedeckter Schacht 3